# Комбинированный туризм
Комбинированный туризм — вид соревнований по спортивному туризму, заключающийся в прохождении экстремально ориентированной дистанции, сочетающей в себе несколько видов туризма, и отработкой навыков по спасению, жизнеобеспечению и выживанию в природной среде.
Может также содержать соревнования по поисково-спасательным работам и приключенческим гонкам.
Проведение соревнований определяется Регламентом по дисциплине «дистанция — комбинированная» вида спорта «Спортивный туризм», а также Методическими рекомендациями по проведению соревнований по спортивному туризму на комбинированной дистанции (соревнования по поисково-спасательным работам и приключенческим гонкам).